# Шельбург-Зарембина, Эва
Эва Шельбург-Зарембина (пол. Ewa Szelburg-Zarembina; 10 апреля 1899, Броновице, Люблинская губерния, Царство Польское, Российская империя — 28 сентября 1986, Варшава, Польша) — польская писательница, поэтесса, драматург, сценаристка, эссеистка. Первый председатель Совета Ордена Улыбки (1968—1976).

## Биография
Родилась в семье придворного садовника. В 1916 году окончила гимназию в Люблине. В 1918—1922 годах изучала польскую филологию и педагогику в Ягеллонском университете в Кракове. В 1921—1928 гг. работала преподавателем педагогических семинаров. Во время немецкой оккупации была активисткой просветительского подполья и редактором подпольного ежемесячника «В свете дня».

## Творчество
Дебютировала в 1922 году как автор детских песенок в еженедельнике «Moje pisemko» («Мой журнальчик»).
Наиболее известна как автор книг для детей и юношества. В период между 1922 и 1979 гг. Эва Шельбург-Зарембина опубликовала десятки романов для детей и взрослых, а также сотни коротких рассказов, стихов и других произведений. С 1968 по 1976 год она возглавляла Совет Ордена Улыбки.
В СССР писательница была известна главным образом благодаря книге для детей «Волшебные приключения», вышедшей в 1966 и 1968 году в Варшаве. В 1987 году на Польском телевидении по двум произведениям Шельбург-Зарембины из цикла «Rzeka kłamstwa» («Река лжи») — «Wędrówka Joanny» («Путешествие Иоанны») и «Ludzie z wosku» («Люди из воска») был поставлен мини-сериал «Rzeka kłamstwa» («Река лжи»), который транслировался и по российскому ТВ.

## Избранные произведения
- 1922: A było to tak
- 1922: Przedziwne przygody duszka Dzińdzinnika
- 1924: Legendy żołnierskie
- 1925: A…a…a… Kotki dwa
- 1928: Wesołe historie
- 1928: Za siedmioma górami
- 1928: Najmilsi
- 1929: Rzemieślniczek-Wędrowniczek
- 1930: Jasełka
- 1932: Ecce homo
- 1935: Dzieci miasta
- 1945: Dom wielki jak świat
- 1946: Zuch: powieść dla dzieci
- 1947: Niedziela
- 1947: Ziarno gorczyczne
- 1947: Chusta świętej Weroniki
- 1947: Wesoła praca
- 1947: Każdy Tomek ma swój domek
- 1948: Młodość
- 1948: Polne grusze
- 1949: Rycerze Tatr
- 1949: Jedzie traktor
- 1950: Marcjanna Fornalska
- 1951: Dom młodości
- 1951: Spotkania
- 1954: Przedziwna historia Don Kichota z Manczy i jego autora
- 1954: O warszawskiej syrenie
- 1954: Kije samobije i inne baśnie
- 1954: Przygoda Misia
- 1954: W cieniu kolumny
- 1955: Krzyże z papieru
- 1955: Na listeczku kalinowym
- 1957: Tomek zuch
- 1958: Chłopiec z perły urodzony
- 1958: Dzieci z Wysp Koralowych
- 1959: Królestwo bajki
- 1961: Matka i syn
- 1961: Samotność
- 1961: Zakochany w miłości
- 1962: Dziwne przygody Ignasia
- 1963: Marcowy deszcz
- 1964: Imię jej Klara
- 1966: Opowiem wam…
- 1966: Pożegnanie ogrodu
- 1966: Idzie niebo ciemną nocą
- 1970: Pięknie być człowiekiem
- 1971: Przez różową szybkę
- 1971: I otwarły się drzwi… O bracie Eliaszu medytacje
- 1974: Bardzo dziwne opowieści
- 1975: Królestwo bajki
- 1979: Lech, Czech i Rus
- Цикл Rzeka kłamstwa:
  - 1935: Wędrówka Joanny
  - 1936: Ludzie z wosku
  - 1959: Miasteczko aniołów
  - 1963: Iskry na wiatr
  - 1968: Gaudeamus

## Память
- Её именем назван одна из улиц Колобжега и детский дом в Люблине, a так же Szkoła Podstawowa NR 312 в Варшаве.

## Награды
- Крест Независимости (1931)
- Золотой Крест Заслуги (1936)
- Орден «Знамя Труда» II степени (1949)
- Орден «Знамя Труда» I степени (1970)
- Золотой Академический лавр (1937)
- Орден Улыбки (1970)